# 2012: Doomsday
Pour plus de détails, voir Fiche technique et Distribution.
2012: Doomsday (2012 : la prophétie) est un film de science-fiction américain, réalisé par Nick Eberhart et produit par The Asylum, sorti en 2008 directement en vidéo. C’est un mockbuster de 2012 de Roland Emmerich, un film catastrophe à gros budget (200 millions de dollars).

## Synopsis
Le 21 décembre 2012, dernier jour enregistré par les Mayas dans leur calendrier, quatre étrangers en voyage au Mexique sont attirés par un ancien temple Maya. Pour les scientifiques de la NASA, il s’agit d’un changement polaire cataclysmique. Pour le reste d’entre nous, c’est l’apocalypse.

## Distribution
- Caroline Amiguet : Dr. Trish Lane
- Cliff De Young : Lloyd
- Ami Dolenz : Susan Reed
- Danae Nason : Sarah
- Collin Brock : Ted
- Dale Midkiff : Dr. Frank Richards
- Nick Day : Matt
- Jonathan Nation : Oncle Jim
- Gilberto Canto : Gino
- James Sinclair : Rick
- Joshua Lee : Alex
- Louis Graham : Dr. Ian Hunter
- Mark Hengst : Matt
- Gregory Paul Smith : David
- Shirley Raun : Mrs Reed
- Omar Mora : Raul[1]
- Sara Tomko : Wakanna
- Wil Omar Sanchez : homme sur le pont
- Jason S. Gray : Carlos Martinez
- Ashley Elizabeth Campbell : secrétaire
- Matthew Bolton : Flic dans la rue
- Arturo Hernandez : Officier #1
- Bill Posley : Officier #2[2]